# Новый Урман
Но́вый Урма́н (укр. Новий Урман, крымскотат. Yañı Orman, Янъы Орман) — исчезнувший хутор в Первомайском районе Республики Крым, располагавшееся на северо-западе района, в степной части Крыма, сейчас — примерно северо-восточная окраина современного села Калинино.

## История
Новый Урман впервые в исторических документах встречается в Списке населённых пунктов Крымской АССР по Всесоюзной переписи 17 декабря 1926 года, согласно которому на хуторе Урман Новый, Воронцовского сельсовета Джанкойского района, числилось 8 дворов, население составляло 32 человека, из них 4 русских, 17 украинцев, 6 немцев, 4 белоруса, 1 записан в графе «прочие», также отмечен на карте Крымского статуправления того же года. Постановлением ВЦИК РСФСР от 30 октября 1930 года был создан Фрайдорфский еврейский национальный район (переименованный указом Президиума Верховного Совета РСФСР № 621/6 от 14 декабря 1944 года в Новосёловский) (по другим данным 15 сентября 1931 года) и село включили в его состав, а после разукрупнения в 1935-м и образования также еврейского национального Лариндорфского (с 1944 — Первомайский), — переподчинили новому району. В последний раз селение встречается на карте 1942 года.